# Museo de las Migraciones

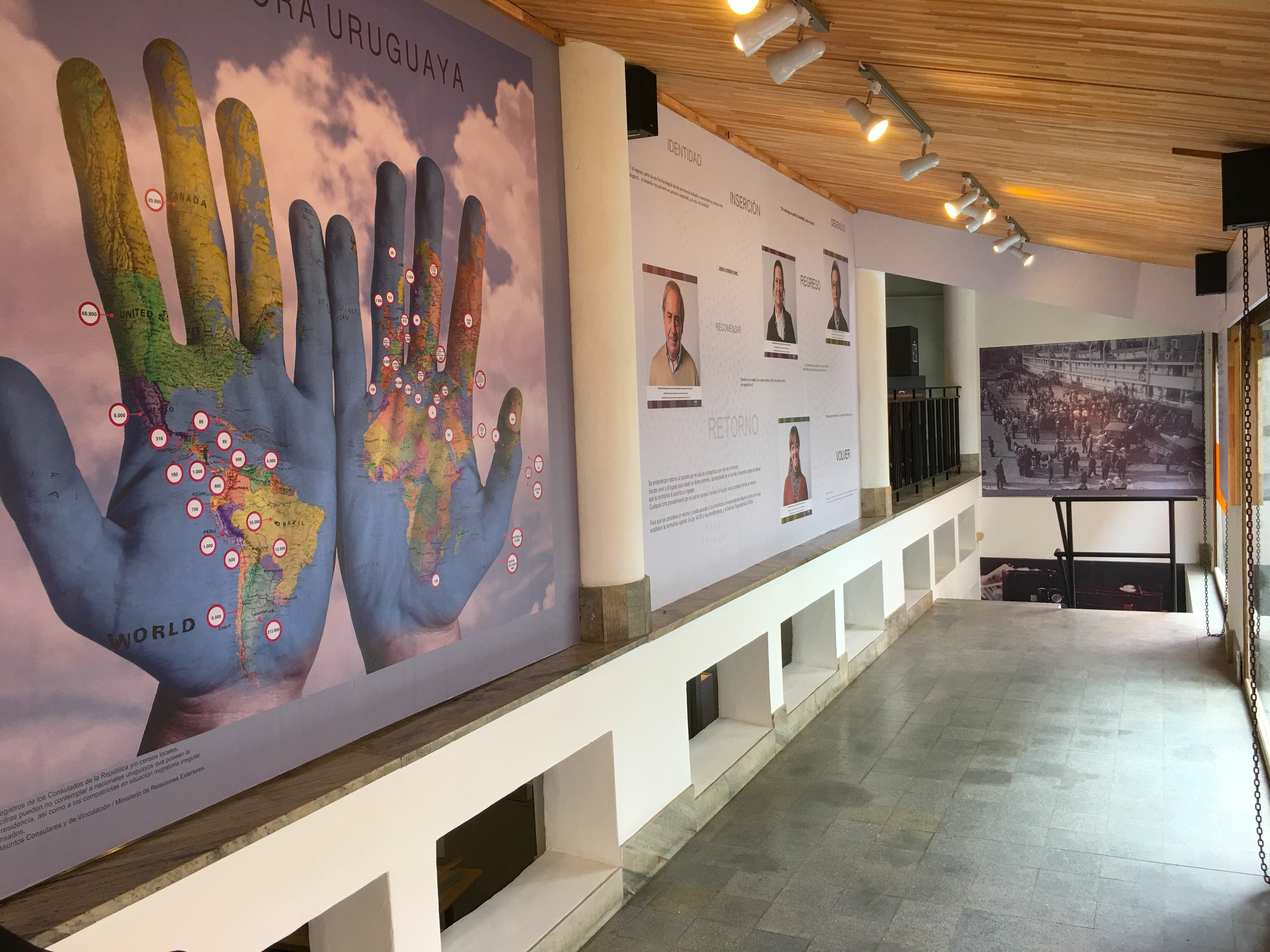
Museumsbereich 2019

Das Museo de las Migraciones in Montevideo, Uruguay ist ein Migrationsmuseum, das im Dezember 2011 eröffnet wurde. Ausgestellt wird zur historischen und gegenwärtigen Migration in Uruguay.